# Reeve (amministratore)
Originariamente, nell'Inghilterra anglosassone, il reeve (in inglese antico gerefa) era un alto funzionario con autorità locale sotto la Corona, ad esempio, un magistrato comunale di una città o di un distretto. Successivamente, dopo la conquista normanna, è diventata una carica tenuta da un uomo di rango inferiore, nominato amministratore di un manor e supervisore dei contadini. In questo ruolo, osserva lo storico H. R. Loyn, "è il primo specialista inglese di amministrazione di immobili".

## Inghilterra anglosassone
Prima della conquista normanna, un reeve (inglese antico ġerēfa; simile ai titoli greve/gräfe della lingua basso-tedesca) era un funzionario amministrativo che generalmente si collocava sotto all'ealdorman o all'earl (o jarl). La parola in inglese antico ġerēfa era in origine un termine generale, ma assunse preso un significato più specifico.
La terra era divisa in un gran numero di hide—un'area contenente terra coltivabile sufficiente a sostenere una famiglia. Dieci hide costituivano un tithing, e le famiglie che vivevano lì (teoricamente, dieci famiglie) erano obbligate ad effettuare una primitiva forma di sorveglianza di quartiere, secondo un sistema di responsabilità collettiva chiamato frankpledge.
I tithing erano organizzati in gruppi da 10, chiamati centene per il fatto che contenevano 100 hide; in tempi moderni, queste antiche centene mantengono ancora i loro confini storici. nonostante ora ognuna di loro contenga ben più di 100 famiglie. Ogni centena era supervisionata da un connestabile, e dei gruppi di centene erano uniti per formare contee, con ogni contea sotto il controllo di un earl. Ogni unità aveva un tribunale e un ufficiale che mettesse in pratica le decisioni del tribunale: il reeve. C'erano vari tipi di reeve: high-reeve, town-reeve, port-reeve, shire-reeve (precursore dello sheriff: sceriffo), reeve della centena, e reeve del manor.
La parola è spesso tradotta in latino con prefectus, dallo storico Beda il Venerabile, e in alcuni dei primi privilegi anglosassoni. I privilegi sassoni-occidentali preferivano riservare il termine prefectus agli earldormen (earl) stessi.